# Relations entre le Bangladesh et le Liberia
Les relations entre le Bangladesh et le Liberia désignent les relations bilatérales de la république populaire du Bangladesh et de la république du Liberia.

## Implication des gardiens de la paix bangladais
Des soldats de la paix bangladais sont déployés au Liberia depuis 2003 dans le cadre de la Mission des Nations unies au Liberia (MINUL). Les soldats de la paix fournissent également des soins médicaux gratuits aux Libériens. Des programmes de formation ont également été mis en place par les gardiens de la paix bangladais afin de développer les compétences des jeunes Libériens, notamment dans les domaines de l'informatique, de la couture, de la réparation et de l'entretien des générateurs, etc. Le bataillon de génie du Bangladesh a participé à la construction, à la réparation et à l'entretien de plusieurs établissements d'infrastructure clés. En 2008, les soldats de la paix bangladais ont créé Bangladesh Square, un complexe récréatif et éducatif composé d'un centre de formation professionnelle et d'un terrain de jeux pour enfants dans la ville de Gbarnga.
Les soldats de la paix ont également fourni des soins médicaux à plus de 5 000 Libériens. Les responsables de la sécurité libérienne se sont plaints que le contingent bangladais de la MINUL stationné à la frontière de Logatuo avait emporté avec lui deux générateurs électriques et une station d'épuration des eaux lors de son retrait en mai 2013. Il a également été affirmé que les soldats de la paix ont démantelé une structure de logement, qui abritait auparavant une vingtaine de fonctionnaires de la MINUL et ont donné les matériaux à la communauté musulmane du poste frontalier de Logatuo. Cela a conduit à des allégations selon lesquelles le contingent bangladais aurait favorisé ses coreligionnaires musulmans.

## Développement social du Liberia
Plusieurs organisations non gouvernementales basées au Bangladesh opèrent au Liberia, notamment le Bangladesh Rural Advancement Committee (BRAC) qui travaille principalement dans les domaines de la microfinance, de l'aviculture, de l'élevage, du développement rural , etc..

## Commerce et investissement
En 2011, une délégation du Bangladesh s'est rendue au Liberia pour explorer les possibilités de commerce et d'investissement. Le Bureau de promotion des exportations du Bangladesh a déclaré qu'il investirait quelque 3 millions de dollars dans les secteurs privé et public au Liberia. Les investisseurs bangladais ont montré leur intérêt pour l'établissement d'industries pharmaceutiques au Liberia, ce qui créerait des emplois pour les Libériens.